# Joseph Vance
Joseph Vance, född 21 mars 1786 i Washington County, Pennsylvania, död 24 augusti 1852 i Champaign County, Ohio, var en amerikansk politiker och general. Han var ledamot av USA:s representanthus 1821–1835 och 1843–1847 samt guvernör i delstaten Ohio 1836–1838.
Vance deltog i 1812 års krig och befordrades till generalmajor. Han blev 1820 invald i representanthuset. Han hörde till Andrew Jacksons motståndare och gick senare med i whigpartiet.
Whigpartiet vann 1836 guvernörsvalet i Ohio för första gången med Vance som partiets kandidat. Han kandiderade två år senare till omval men förlorade mot demokraten Wilson Shannon. Vance tänkte lämna politiken men han lockades att kandidera till delstatens senat där han representerade sitt parti 1840-1841. I kongressvalet 1842 kandiderade han igen framgångsrikt till USA:s representanthus och omvaldes två år senare. Inför kongressvalet 1846 bestämde han sig dock att inte ställa upp ytterligare en gång.
Vances grav finns på Oak Dale Cemetery i Urbana, Ohio.